# Antoine Snyders
Antoine Snyders (* 10. Februar 1997) ist ein belgischer Leichtathlet, der sich auf den Sprint spezialisiert hat.

## Sportliche Laufbahn
Erste internationale Erfahrungen sammelte Antoine Snyders im Jahr 2019, als er bei den U23-Europameisterschaften in Gävle mit der belgischen 4-mal-100-Meter-Staffel in 39,77 s die Bronzemedaille hinter den Teams aus Deutschland und Frankreich gewann. 2023 wurde er bei der 1. Liga der Team-Europameisterschaft im Rahmen der Europaspiele in Chorzów in 39,41 s Fünfter im B-Lauf über 4-mal 100 Meter. Bei den World Athletics Relays 2024 auf den Bahamas verpasste er die Direktqualifikation über 4-mal 100 Meter für die Olympischen Spiele in Paris, ehe er bei den Europameisterschaften in Rom in 38,65 s den vierten Platz belegte.
2023 wurde Snyders belgischer Meister im 200-Meter-Lauf im Freien sowie 2019 und 2021 in der Halle. Zudem wurde er 2021 Hallenmeister in der 4-mal-200-Meter-Staffel.

## Persönliche Bestleistungen
- 100 Meter: 10,29 s (+1,5 m/s), 19. Juni 2024 in Lüttich
  - 60 Meter (Halle): 6,74 s, 27. Januar 2024 in Louvain-la-Neuve
- 200 Meter: 20,86 s (−1,0 m/s), 29. Juni 2024 in Brüssel
  - 200 Meter (Halle): 21,05 s, 27. Januar 2024 in Louvain-la-Neuve